# Chiloé (tỉnh)
Chiloé là một tỉnh ở vùng Los Lagos của Chile.
Tỉnh Chiloé gồm đảo Chiloé và nhiều đảo nhỏ hơn khác. Diện tích tích này là 9181 km². Trung tâm hành chính của tỉnh là Castro, còn trụ sở của giám mục Công giáo Rôma đóng ở Ancud.

## Communes
The province is composed by 10 communes:
- Ancud
- Castro
- Chonchi
- Curaco de Vélez
- Dalcahue
- Puqueldón
- Queilén
- Quellón
- Quemchi
- Quinchao